# Рейовець (гміна)
Гміна Рейовець (пол. Gmina Rejowiec, серед українського населення — Реївець) — місько-сільська гміна у східній Польщі. Належить до Холмського повіту Люблінського воєводства.
Станом на 31 грудня 2011 у гміні проживало 6660 осіб.

## Площа
Згідно з даними за 2007 рік площа гміни становила 106.25 км², у тому числі:
- орні землі: 63,00%
- ліси: 24,00%

Таким чином, площа гміни становить 9,34% площі повіту.

## Населення
Станом на 31 грудня 2011:
| Опис     | Загалом | Загалом | Чоловіки | Чоловіки | Жінки | Жінки |
| -------- | ------- | ------- | -------- | -------- | ----- | ----- |
| одиниця  | осіб    | %       | осіб     | %        | осіб  | %     |
| все      | 6660    | 100     | 3257     | 48.90    | 3403  | 51.10 |
| міське   | 0       | 100     | 0        |          | 0     |       |
| сільське | 6660    | 100     | 3257     | 48.90    | 3403  | 51.10 |

## Сусідні гміни
Гміна Рейовець межує з такими гмінами: Красностав, Лопенник-Ґурни, Рейовець-Фабричний, Рейовець-Фабричний, Сенниця-Ружана, Холм.

## Історія
Реївець був заснований у 1542 р. як село Савчин, а коли число населення зросло його власник, піонер польськомовної літератури Микола Рей, домігся у короля Сигізмунда Старого привілей на заснування міста на магдебурзькому праві (1547 р.), якому дав назву від свого прізвища.
Згідно з даними Варшавського статичного комітету у гміні Реївець в 1909 р. мешкало 10,8 тис. осіб, у тому числі 25,9% православних і 35,6% римо-католиків (у 1905 р.: 37,6% православних і 22,4% римо-католиків).

## Відомі мешканці
У Реївці народився український письменник, редактор та видавець Володимир Островський (1881–1950).